# DARPA FALCON Project

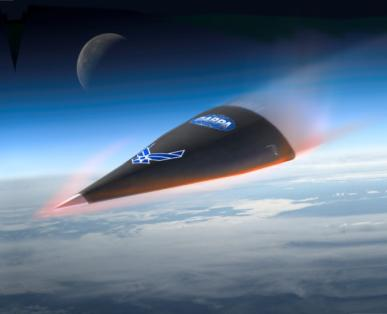
Illustration des Hypersonic Test Vehicle (HTV) 2 beim Wiedereintritt

Das DARPA FALCON Project (Force Application and Launch from Continental United States) war ein zweiteiliges Projekt der Defense Advanced Research Projects Agency (DARPA) und der United States Air Force (USAF). Das Projekt war Teil des US-Militärprogramms Prompt Global Strike (PGS).
Ein Teil des Programms zielte darauf ab, ein wiederverwendbares Schnellschlag-Hypersonic Weapon System (HWS) zu entwickeln. Ein neuerer Name war Hypersonic Cruise Vehicle (HCV). Der andere Teil war die Entwicklung eines Start-Systems, welches in der Lage sein sollte, ein HCV auf Reisegeschwindigkeit zu beschleunigen, sowie der Start kleiner Satelliten in eine Erdumlaufbahn. Das zweiteilige Programm wurde im Jahr 2003 bekanntgegeben.
Ein weiteres Projekt, welches im Rahmen des Falcon-Projekts angekündigt worden war, war ein unbemanntes Flugzeug, die HTV-3X „Blackswift“. Die Blackswift hätte von einer Start- und Landebahn abheben und auf Mach 6 beschleunigen sollen. Eine Absichtserklärung wurde im September 2007 unterzeichnet. Die Blackswift erhielt jedoch nicht die benötigte Finanzierung und wurde im Oktober 2008 abgesagt. Ein anderes Projekt des FALCON-Programms war das X-41 Common Aero Vehicle (CAV), eine gemeinsame Luft-Plattform für Hyperschall-Interkontinentalraketen, Marschflugkörper, Raumfähren und Trägerraketen.
Ein Prototyp des Hypersonic Technology Vehicle 2 (HTV-2) wurde am 22. April 2010 erstmals getestet, gefolgt von einem weiteren Test am 11. August 2011. Beide Tests wurden frühzeitig abgebrochen.
2013 fiel die Entscheidung, das Programm zu beenden.

## Design und Entwicklung

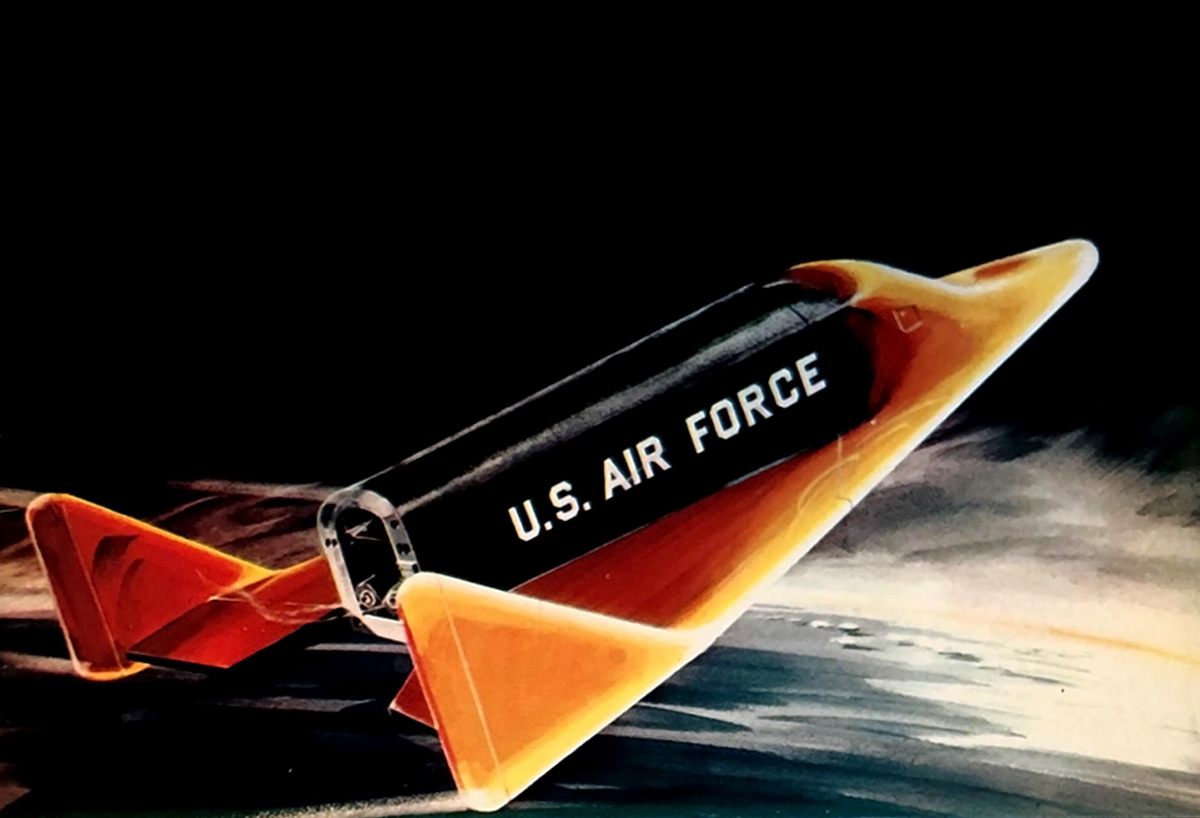
Dyna-Soar

### Frühere Projekte
Ziel war es immer, ein Flugzeug zu entwickeln, welches von den kontinentalen Vereinigten Staaten jeden Punkt auf der Erde innerhalb von ein bis zwei Stunden erreichen konnte. Dyna-Soar war 1957 das erste öffentliche Programm, bei dem ein Flugzeug vertikal auf einer Rakete gestartet und wieder zurück zur Erde geglitten wäre, vergleichbar dem Space Shuttle, anstatt von einer Start- und Landebahn zu starten. Ursprünglich war das Shuttle als Teil einer USAF-Operation vorgesehen und separate militärische Trägereinrichtungen wurden an der Vandenberg AFB mit großem Aufwand gebaut, aber nie verwendet. Nach dem öffentlichen Dyna-Soar-Programm von 1957 bis 1963 wurden Raumfahrzeuge geheim gehalten. Mitte der 1960er Jahre begann die CIA die Arbeit an einem Überschall-Spionageflugzeug namens Projekt Isinglas.

### FALCON
Das übergeordnete FALCON-Programm wurde 2003 angekündigt, es hatte zwei wesentliche Komponenten: zum einen eine kleine Trägerrakete, die Nutzlasten in den Orbit bringen sollte, zum anderen die Hyperschall-Waffe selbst.
Laut Henry F. Cooper, dem Direktor des Strategic Defense Initiative („Star Wars“) unter Präsident Reagan, kostete das Raumgleiterprojekt 4 Mrd. $ in den 1970er, 1980er und 1990er Jahren (mit Ausnahme des Space Shuttle). Nicht enthalten sind darin die Mittel für Dynasoar in den 1950er und 1960er, ISINGLASS, Rheinberry und alle Raumgleiterprojekte des 21. Jahrhunderts. Er sagte dem Kongress 2001, dass alles, was die Vereinigten Staaten im Gegenzug für die Milliarden von Dollar bekommen hatten „vier alternde Shuttles, ein abgestürztes Fahrzeug, eine Ersatzteilquelle sowie einige Gleitflug-Testkörper und Ausstellungsstücke“ waren. Andere argumentieren, dass mit FALCON, das für das Haushaltsjahr 2008 170 Millionen Dollar zugewiesen bekam, und seinen Vorgänger den Vereinigten Staaten die Möglichkeit gegeben wurde, einen Raumgleiter zu entwickeln, sollte die Notwendigkeit hierfür entstehen.

#### Trägerrakete
In der ersten Phase der DARPA FALCON-Programme 2003 wurde die Entwicklungsarbeit am Fahrzeug ausgeschrieben. Die den Zuschlag erhaltenden Unternehmen sollten eine Trägerrakete bauen und sie testen. Im November 2003 erhielten Unternehmen, die die erste Phase der Entwicklung gewannen, Verträge von 350.000 $ bis 540.000 $:
- AirLaunch LLC, Reno, Nevada
- Andrews Space Inc., Seattle, Washington
- Exquadrum Inc., Victorville, California
- KT Engineering, Huntsville, Alabama
- Lockheed Martin Corp., New Orleans, Louisiana
- Microcosm Inc., El Segundo California
- Orbital Sciences Corp., Dulles, Virginia
- Schafer Corp., Chelmsford, Massachusetts
- Space Exploration Technologies, El Segundo, Kalifornien

### Hyperschall-Waffensystem
Die erste Phase für die Entwicklung des Hyperschall-Waffensystems gewannen drei Bieter im Jahr 2003 und erhielten jeweils einen Vertrag über 1.200.000 bis 1.500.000 US-Dollar für die Entwicklung eines Hyperschall-Fahrzeugs.
- Andrews Space Inc., Seattle, Washington
- Lockheed Martin Corp., Lockheed Martin Aeronautics Co., Palmdale, Kalifornien
- Northrop Grumman Corp., Air Combat Systems, El Segundo, Kalifornien

Lockheed Martin erhielt den einzigen Phase-2-HWS-Vertrag im Jahr 2004, um Technologien weiterzuentwickeln und um das Technologie-Risiko des Programms zu reduzieren.

### Nach dem Hyperschall-Programm
Nach dem Phase-2-Vertrag setzten DARPA und US Air Force die Entwicklung der Hyperschallflugzeug-Plattform fort.
Im Rahmen des Programms wurden eine Reihe von Flugtests mit Flugzeugen mit Hyperschall-Technologie durchgeführt.
Das FALCON-Projekt beinhaltete:
- X-41 Common Aero Vehicle (CAV): ein unter Verschluss stehendes Entwicklungsprojekt für Interkontinentalraketen und Marschflugkörper, aber auch Raumfähren und Trägerraketen.
- Hypersonic Technology Vehicle 1 (HTV-1): ein Test-Konzept, welches ursprünglich im September 2007 gestartet werden sollte, wurde abgebrochen[6]
- Hypersonic Technology Vehicle 2 (HTV-2): flog am 22. April 2010 zum ersten Mal, jedoch ging der Funkkontakt nach der Booster-Trennung verloren.[7][8]
- HTV-3X Blackswift, jetzt abgebrochen.
- Small Launch Vehicle (SLV): ein kleinerer Motor mit der Leistung von CAVs, abgeschlossen.

Das Hypersonic Cruise Vehicle (HCV) wäre in der Lage, 9.000 nautische Meilen (16.668 km) in zwei Stunden mit einer Nutzlast von 5.500 kg zu fliegen. Es soll sehr hoch steigen und Geschwindigkeiten von bis zu Mach 20 erreichen.

### Blackswift
Die Blackswift war ein geplantes Flugzeug, das Hyperschallgeschwindigkeit fliegen sollte. Es wurde von Lockheed Martin Skunk Works, Boeing und Alliant Techsystems entwickelt.
Von den USAF erfolgte die Aussage, dass das „Blackswift-Demonstrationsflugzeug durch eine Kombination von Gasturbine und Staustrahltriebwerk angetrieben wird. Das Triebwerk beschleunigt das Flugzeug auf rund Mach 3, bevor das Staustrahltriebwerk übernimmt und das Flugzeug auf bis zu Mach 6 beschleunigt.“ Stephen Walker, stellvertretender Direktor des Tactical Technology DARPA Office, koordinierte das Projekt. Er wird auf der USAF-Website folgendermaßen zitiert:

„Ich werde auch mit Lockheed Martin und Pratt & Whitney kommunizieren, wie wichtig es ist, dass wir einen technischen Plan erhalten … Ich versuche, eine Brücke zu den Anfängen des Programms zu bekommen – um die Kommunikationswege zum Fließen zu bringen.“

Das Falcon-Programm hatte den Horizontalstart der Blackswift/HTV-3X angekündigt. Auch war ein Start des HTV-2 auf der Spitze eines Raketen-Boosters geplant. Das Falcon-Programm näherte sich durch die Entwicklung eines Hyperschall-Flugzeuges dem Ziel, von einer Start- und Landebahn in den USA aus jeden Ort der Welt in ein oder zwei Stunden erreichen zu können.
Im Oktober 2008 wurde bekannt, dass HTV-3X Blackswift nicht die benötigten Mittel für das Jahr 2009 aus dem Verteidigungshaushalt erhalten würde und daher abgesagt wurde. Das Hypersonic Cruise Vehicle-Programm wird nun mit geringeren Mitteln fortgesetzt.

## Flugtests

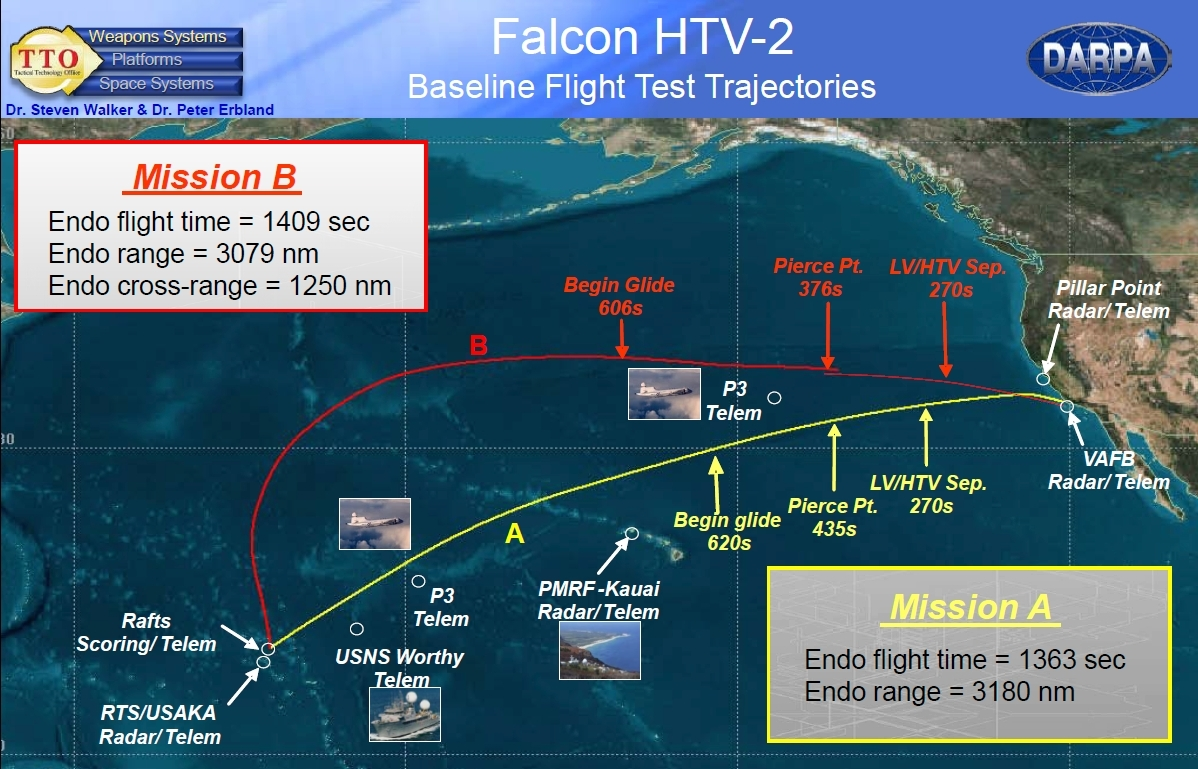
Flugtest Flugbahnen für HTV 2a und 2b

Die DARPA baute zwei HTV-2, die im Jahre 2010 und 2011 getestet wurden. Die Minotaur IV Lite-Rakete ist der Booster für die HTV-2 mit der Vandenberg Air Force Base als Startplatz. Die DARPA wollte bei den Flügen das Wärmeschutz-System und aerodynamische Steuerungsmöglichkeiten demonstrieren. Die Testflüge wurden von der NASA, dem Space and Missile Systems Center, Lockheed Martin, Sandia National Laboratories und der Air Force Research Laboratory (AFRL) Air Vehicles and Space Vehicles-Direktionen unterstützt.
Die erste HTV-2 wurde am 22. April 2010 getestet. Das HTV-2 Flugzeug flog auf 4.800 Meilen (7.700 km) über den Pazifik nach Kwajalein mit Mach 20. Der Start war erfolgreich, die erste Mission wurde jedoch nicht wie geplant abgeschlossen. Berichten zufolge ging der Kontakt mit dem Flugzeug neun Minuten nach dem Start verloren.
Ein zweiter Test wurde am 11. August 2011 durchgeführt. Das unbemannte Falcon HTV-2 wurde erfolgreich vom Booster getrennt und ging in die Gleitphase über, neun Minuten nach seinem geplanten 30-Minuten-Mach 20-Gleitflug verlor man jedoch wieder den Kontakt. Ersten Berichten zufolge wurde ein Absturz als Vorsichtsmaßnahme eingeleitet.

### Flugtests verwandter Hyperschallflugzeuge
Am 17. November 2011 gab es einen erfolgreichen Testflug des Hyperschallgleiters AHW (Advanced Hypersonic Weapon), der mit Raketen von Hawaii aus gestartet wurde. Ziel war das Kwajalein-Atoll der Marshallinseln. Der AHW hat eine kürzere Reichweite als die HTV-2 und ist ebenfalls Teil des Prompt Global Strike-Programms.